# Junglepussy
Junglepussy, właśc. Shayna McHayle (ur. 31 października 1991 w dzielnicy East New York w Nowym Jorku) – amerykańska raperka, pochodząca z Brooklynu w Nowym Jorku, tworząca muzykę niezależną. Uzyskała uznanie od takich artystów, jak Erykah Badu, Nicki Minaj i Lil’ Kim.

## Życiorys

### Wczesne życie
Shayna McHayle, znana lepiej jako Junglepussy, urodziła się w dzielnicy East New York w Brooklynie. Jej ojciec pochodzi z Jamajki, a matka z Trynidadu i Tobago. Artystka rapowała w szkole średniej z przyjaciółmi w grupie o nazwie Primp, aż do ukończenia szkoły w wieku 16 lat. Następnie rozpoczęła naukę w Fashion Institute of Technology i pracę w handlu detalicznym. Hobbystycznie prowadziła kanał w serwisie YouTube.

### Kariera
W 2012 Junglepussy opublikowała swój pierwszy utwór zatytułowany „Cream Team” w serwisie Youtube, a potem kolejny – „Stitches”. W styczniu 2014 Erykah Badu opublikowała „Cream Team” na swoich profilach na Facebooku i Twitterze.
W czerwcu 2013 wystąpiła z raperką Lil’ Kim.
Raperka inspirowała się takimi artystami, jak Erykah Badu, Missy Elliott, Lady Saw, Kelis, Busta Rhymes, Vybz Kartel, Mavado, The Veronicas, Metric, Gossip i Soulja Boy. Stwierdziła również, że jako młoda kobieta była zainspirowana piosenkarką i aktorką Brandy występującą wtedy w serialu Zwariowana rodzinka.
Jej pierwszy mixtape pt. Satisfaction Guaranteed został wydany 10 czerwca 2014. Kompilacja 11 utworów zadebiutowała na stronie internetowej magazynu „Vice”. Opublikowała następnie teledyski do piosenek „Nah” i „Me” na swoim oficjalnym kanale w serwisie YouTube. Na pierwszą rocznicę wyprodukowania mixtape’u wydała piosenkę „You Don’t Know”.
20 sierpnia 2015 podała nazwę swojego kolejnego albumu – Pregnant with Success – którą oparła na tekście utworu „You Don’t Know”.
Junglepussy jest związana z innymi artystami LGBT, takimi jak Le1f, Princess Nokia i Dai Burger.

## Dyskografia

### Albumy studyjne
- Pregnant with Success (2015)

### Mixtape’y
- Satisfaction Guaranteed (2014)

### Występy gościnne
- Dai Burger – „Titty Attack” z albumu Raw Burger (2011)
- Le1f – „Oils” z albumu Tree House (2013)
- Rome Fortune – „Payin’ for It” z albumu Drive, Thighs & Lies (2014)
- Shy Girls – „Always the Same” z albumu 4WZ (2015)
- Le1f – „Swirl” z albumu Riot Boi (2015)
- Lion Babe – „Still in Love” z albumu Sun Joint (2016)
- Nick Hook – „Dive for You” z albumu Relationships (2016)